# Lactuca serriola
Nhũ diệp đầu tên (danh pháp khoa học: Lactuca serriola) là một loài thực vật có hoa trong họ Cúc. Loài này được L. mô tả khoa học đầu tiên năm 1756.